# تشارلز جاك
تشارلز جاك (بالفرنسية: Charles Jacque)‏ (و. 1813 – 1894 م) هو رسام حيواني ‏، ورسام توضيحي، ونقاش ‏، ورسام، ونقاش فرنسي، ولد في باريس، توفي عن عمر يناهز 81 عاماً.

## جوائز
حصل على جوائز منها:
- ميدالية ذهبية (1889)
- وسام جوقة الشرف من رتبة فارس[12][13]

## روابط خارجية
- تشارلز جاك على موقع الموسوعة البريطانية (الإنجليزية)